# Bouqras
Bouqras  (en árabe: بقرص‎) es un gran tell neolítico, de forma ovalada, de unas 5 hectáreas y situado a unos 35 kilómetros de Deir ez-Zor en Siria.

## Excavaciones
El tell fue descubierto en 1960 por el geomorfólogo holandés Willem van Liere, que inició las excavaciones entre 1960 y 1965 con el arqueólogo francés Henri de Contenson. Los arqueólogos holandeses Peter Akkermans, Maurits van Loon, JJ Roodenberg y Tjalling Waterbok realizaron otras excavaciones entre 1979 y 1978.

## Contexto del yacimiento
Bouqras parece haberse desarrollado en un considerable aislamiento; se encuentran pocos yacimientos en sus alrededores. El emplazamiento está situado en una terraza elevada entre el bien regado valle del bajo Éufrates y el borde del árido desierto sirio. Parece tratarse de un pueblo primitivo establecido allí después de un lapso considerable de varios miles de años después del natufiense. Sus excavaciones, realizadas a unos 4,5 metros de profundidad, muestran evidencias de ocupación en 11 periodos repartidos en al menos 1000 años entre el 7400 y el 6200 a. C. Los niveles más antiguos, del 11 al 8, muestran una ocupación neolítica acerámica  (PPNB) que se convirtieron en sociedades productoras de cerámica en los niveles 7 a 1, donde se recuperaron más de 7000 fragmentos.

## Construcciones
La disposición de las casas es ordenada y planificada. Están construidas desde el nivel inferior al superior en ladrillos de barro y son generalmente rectangulares. Sus suelos están enlucidos con cal. En los niveles superiores se observa una disposición tripartita uniforme de tres o cuatro habitaciones con una gran estancia (probablemente un patio) para cada una de ellas. Todas las habitaciones están conectadas por puertas bajas con la más grande. Esta disposición rectangular más compleja prefigura el futuro desarrollo arquitectónico de la llanura mesopotámica
La visible y meticulosa planificación de los espacios, que excluye en gran medida las preferencias individuales, inducida por el tamaño y la disposición uniformes de las casas de Bouqras parece implicar la existencia de un acuerdo colectivo sobre los principios de ocupación del lugar o sobre fuertes convenciones sociales basadas en identidades o experiencias comunes. Esto hace posible que exista una autoridad central que al menos regule los conflictos, aunque su naturaleza aún no esté identificada (jefes, ancianos o personas de alto rango).
Por otro lado, se construyen o excavan numerosos silos y se ubica en la superficie un gran edificio unicelular, probablemente un santuario. En el penúltimo nivel del yacimiento (entre el 6300 y el 6200 a. C.), Bouqras, compuesto por 180 casas, estaba probablemente habitado por entre 700 y 1000 aldeanos.

## Industria y artesanía
El interior de los edificios tiene paredes de yeso blanco con alguna decoración de imágenes de aves (probablemente avestruces o grullas) con ocre rojo. También hay una cabeza humana modelada en un contrafuerte, está pintada de rojo y un ojo está simbolizado por la obsidiana. Los edificios en los que se encuentran estas decoraciones tienen una estructura diferente a los demás y podrían tener una función diferente.
Se encontraron grandes cantidades de obsidiana, lo que sugiere vínculos con Anatolia. También se encontró un grupo de vasijas de piedra caliza, alabastro y yeso, y cuentas redondas o cilíndricas de hueso, concha, piedra verde, cornalina  También se desenterraron joyas: un fragmento de brazalete y un colgante de alabastro. Se encontraron varios sellos de piedra, uno de ellos de alabastro y otro de jadeíta, con motivos rectilíneos incisos, así como algunas figurillas de arcilla.
Solo a partir del tercer nivel (entre el 7200 y el 7000 a. C.) aparecen los primeros fragmentos de cerámica de tipo proto-Hassuna, con vasos frecuentemente carenados, lisos (alisados o pulidos) o pintados con motivos geométricos. A veces la cerámica está decorada con motivos en relieve. En este inventario también hay una vasija de yeso blanco. También se encuentran otros materiales diversos, como fragmentos gruesos y finos de paja y arena mezclados. Algunos fragmentos están bruñidos o pintados de rojo; uno con un triángulo6. En todos los niveles de Bouqras también se encuentran vasijas de cerámica blanca y de piedra de paredes finas, cuencos con pie y ritones.
Las puntas de flecha recuperadas incluían puntas de Biblos y de Amuq  y Umm Dabaghiyah. Los sílex encontrados en el lugar son, en general, de un tipo fino, gris oscuro o marrón. Los arqueólogos señalan la presencia de una abundante industria de piedra pulida, como hachas de todos los tamaños y cinceles.

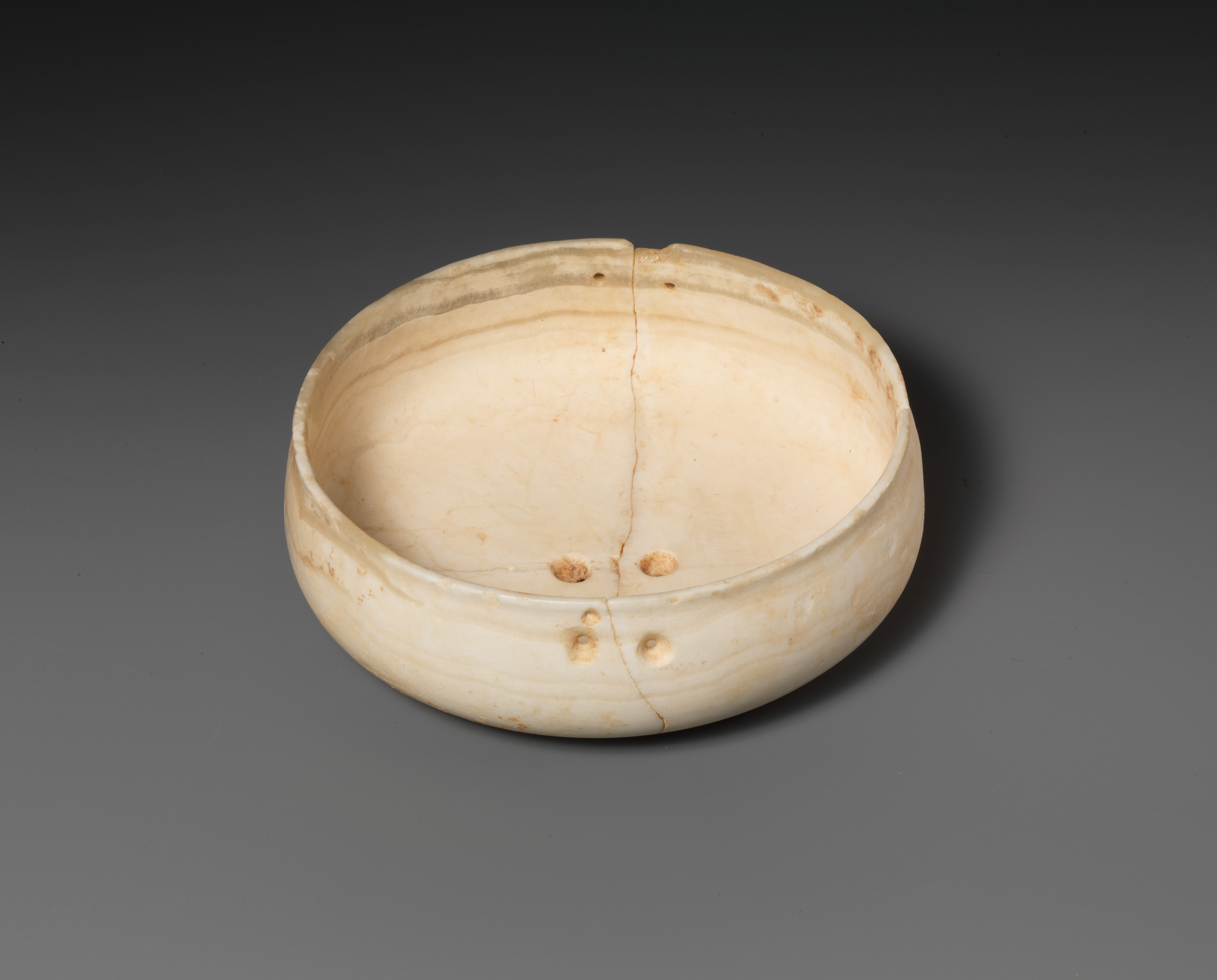
Cuenco de piedra, Siria, probablemente Bouqras, ca. VIII milenio a. C..
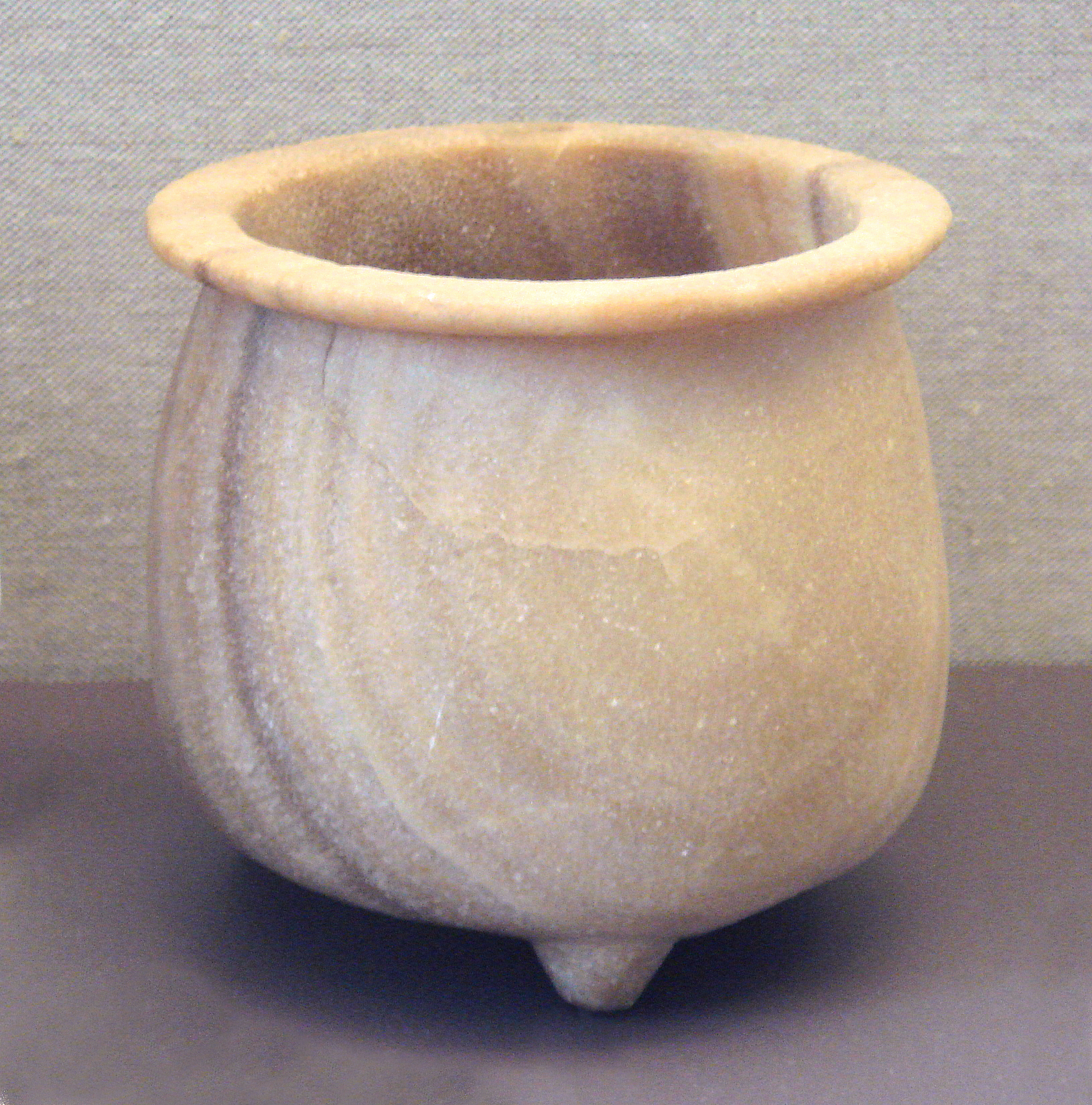
Vaso trípode de calcita, Éufrates medio, probablemente de Tell Buqras, 6000 a. C., Museo del Louvre AO 31551.
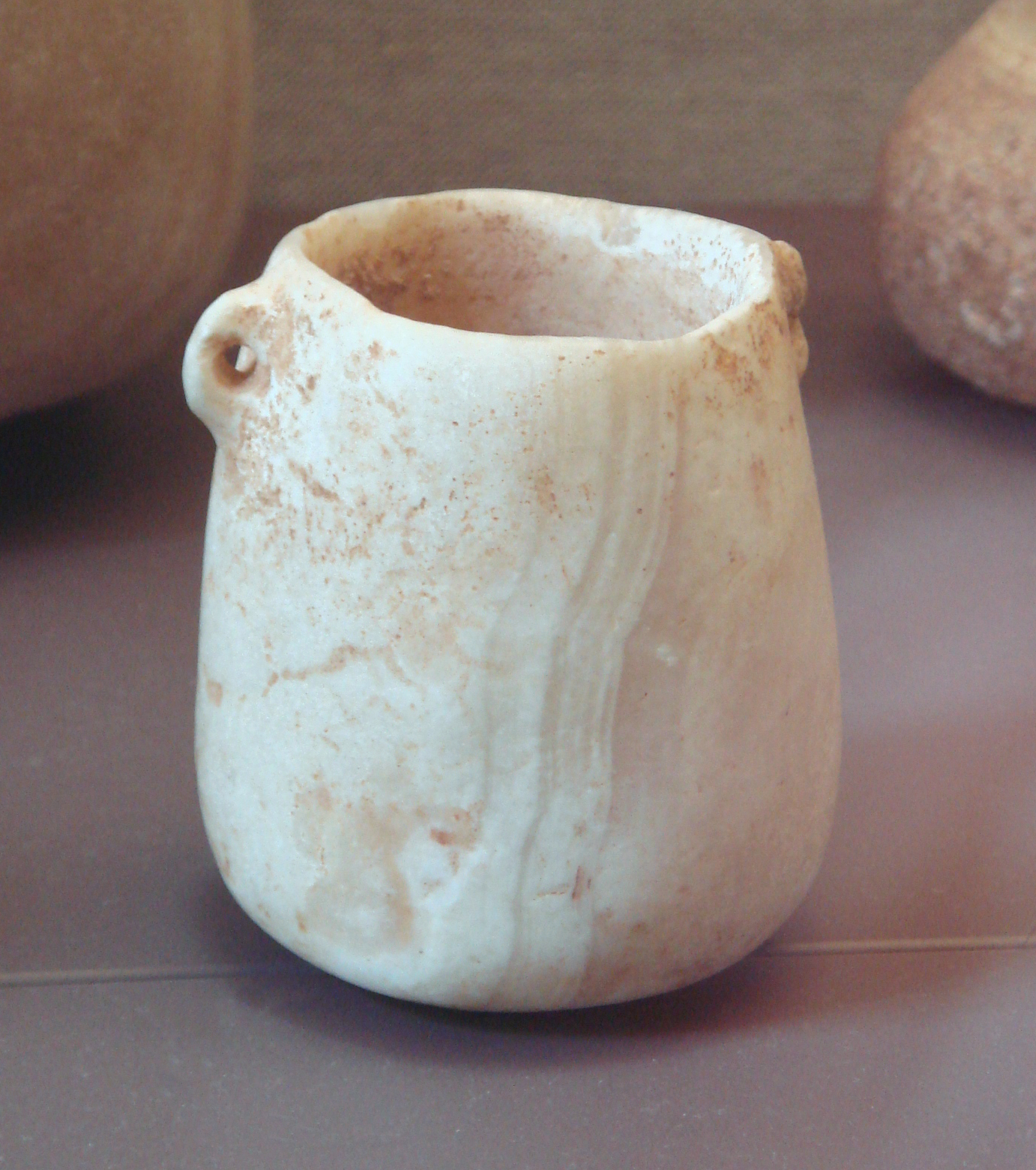
Recipiente de alabastro con asas, región de Buqras, 6500 a. C. Museo del Louvre AO 28519.
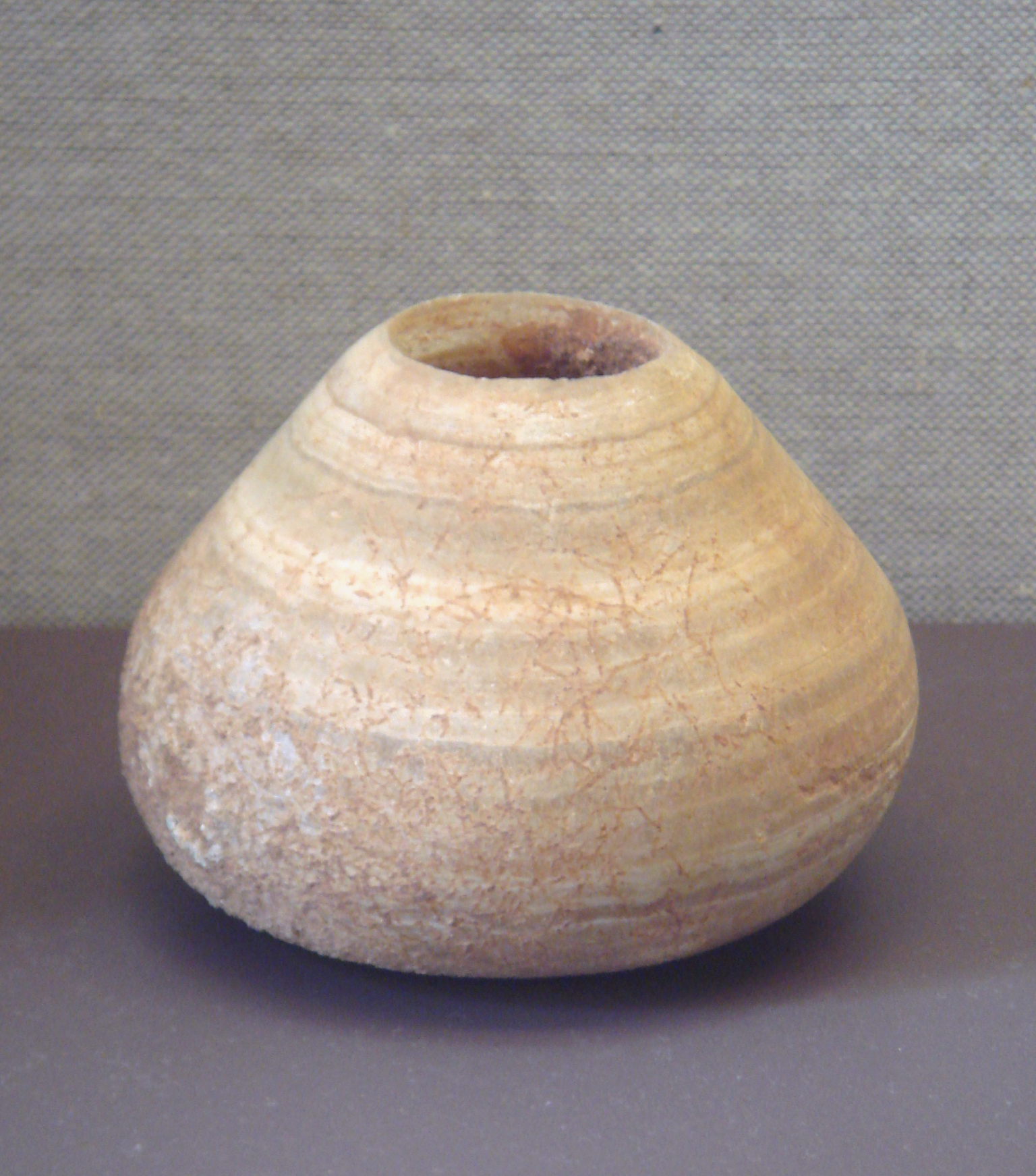
Recipiente de alabastro de la región central del Éufrates, 6500 a.C., Museo del Louvre.
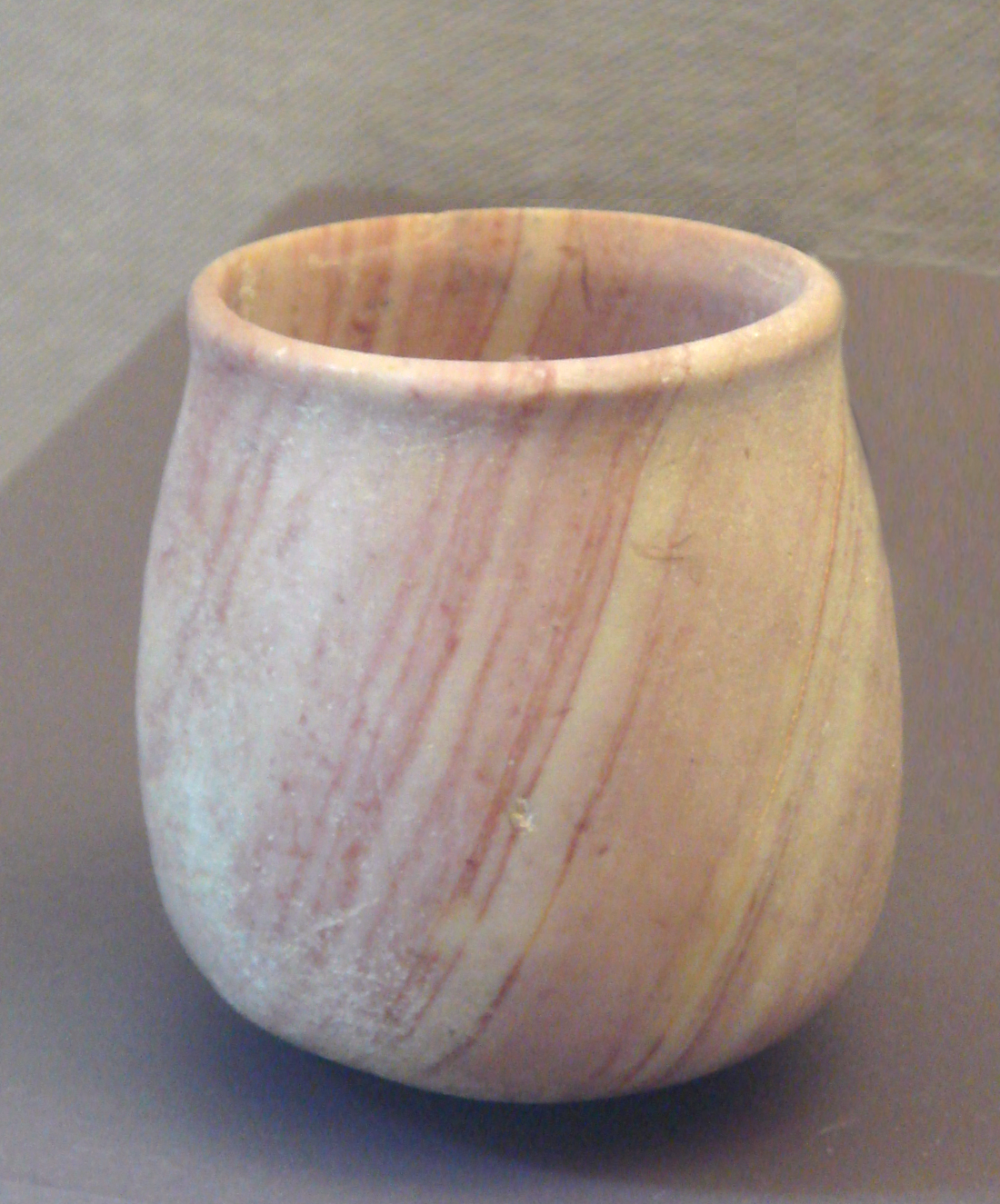
Recipiente  de alabastro, región del Éufrates medio, 6500 a.C. Museo del Louvre..
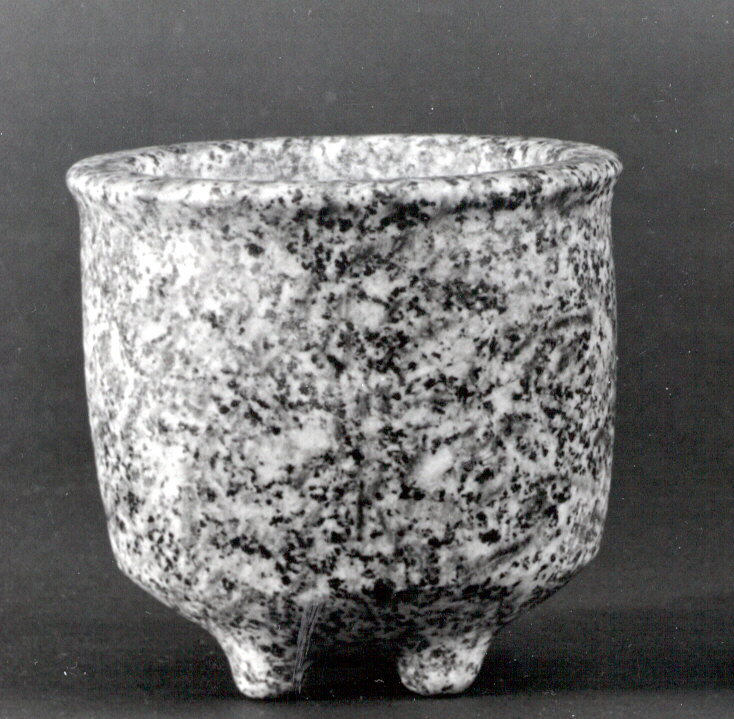
Cuenco con pie de granito, Siria, finales del VIII milenio a. C.
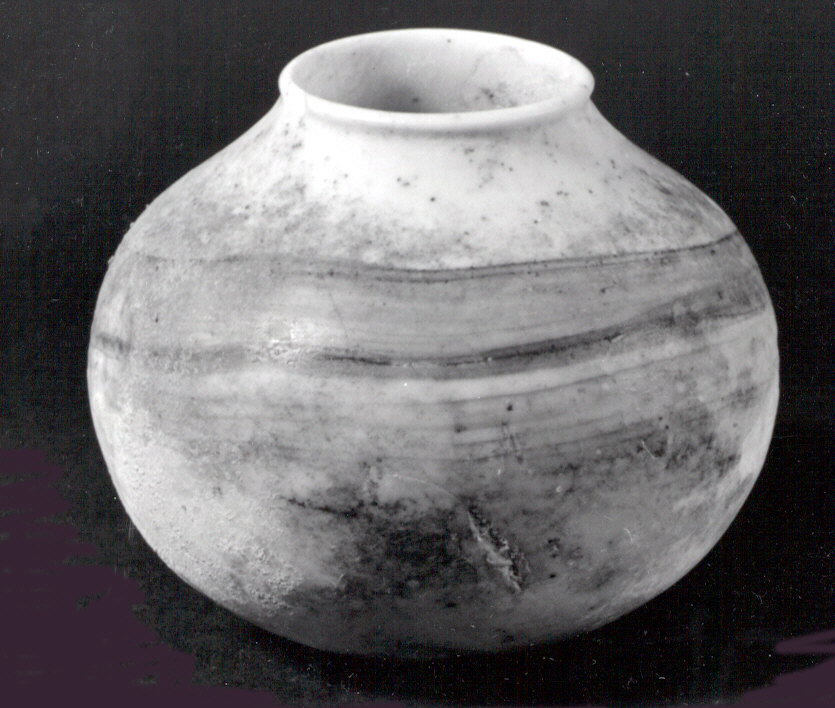
Tarro de alabastro de calcita, Siria, finales del 8º milenio a. C.
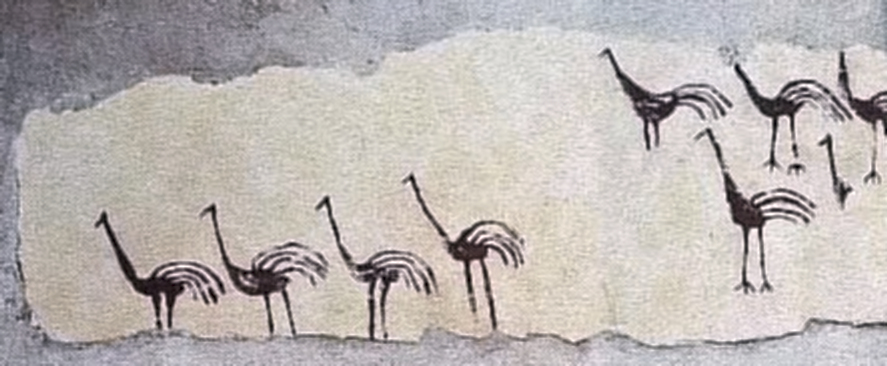
Pintura mural en una casa neolítica de Tell Bouqras. Museo de Deir ez-Zor (copia).

## Agricultura y domesticación de animales
Los estudios paleobotánicos realizados por Willem van Zeist sobre restos vegetales carbonizados demuestran que en Bouqras se practicaba la agricultura de secano (o de lluvia). Se cultivaban trigo farro, escaña menor, trigo, cebada, guisantes y lentejas. Las hoces, los molinos de mano y los morteros aparecen desde los primeros niveles de Bouqras, y su número aumenta en las etapas posteriores
Las ovejas y las cabras representan alrededor del 80% de los 5800 fragmentos de restos animales identificables, y entre los demás animales se encuentran los cerdos y el ganado vacuno, todos ellos domesticados. La domesticación del ganado fue muy temprana. Sin embargo, todavía se practicaba la caza: es el caso del ciervo, la gacela, el uro euroasiático y el onagro.
Sin embargo, la escasa presencia de hoces en comparación con la presencia de hornos, piedras de molino y cofres de grano puede indicar que Bouqras no era una aldea agrícola, sino un lugar donde los cereales, probablemente importados de Jebel Sinjar, eran procesados e intercambiados por otros productos. Es probable que los habitantes de Bouqras fueran principalmente criadores (junto con los de Umm Dabaghiyah) y productores de carne, que intercambiaban con Tell Abu Hureyra, en particular, por productos vegetales que podrían incluso hacerlos dependientes de este último. Parece que empezó a surgir una jerarquía entre pueblos a través de los intercambios realizados a través de una red de pueblos en la que se estaba Bouqras.